# 马恩河畔特雷卢
马恩河畔特雷卢（法語：Trélou-sur-Marne，法語發音：[tʁelu syʁ maʁn]）是法国上法蘭西大區埃纳省的一个市镇，属于蒂耶里堡区。

## 地理
马恩河畔特雷卢（49°4'37"N, 3°36'25"E）面积20.35 平方千米，位于法国上法蘭西大區埃纳省，该省份为法国北部内陆省份，北起北部省，西接索姆省和瓦兹省，东临阿登省和马恩省，西南至塞纳-马恩省，东北部与比利时接壤。
与马恩河畔特雷卢接壤的市镇（或旧市镇、城区）包括：马恩河畔巴尔济、勒沙尔梅勒、库尔蒙、马恩河畔帕西、龙谢尔、尚瓦西、库尔蒂耶济、多尔芒、万塞勒。

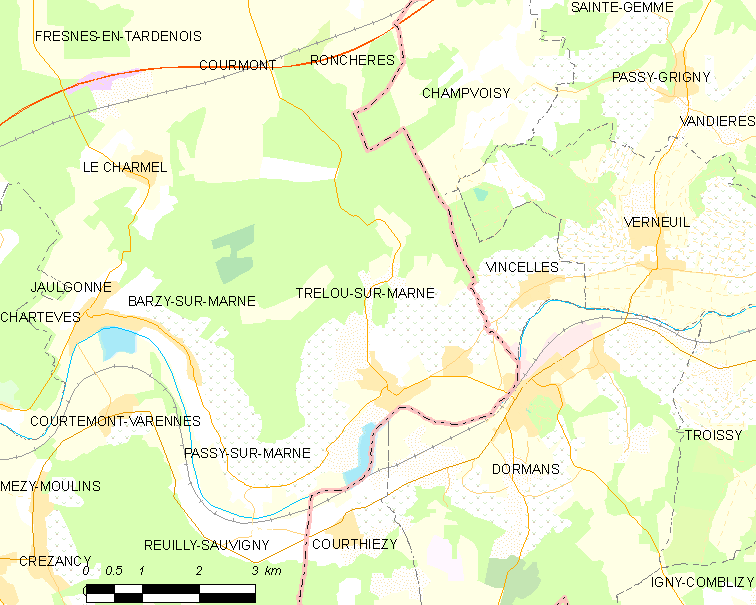
马恩河畔特雷卢的OSM定位图

马恩河畔特雷卢的时区为UTC+01:00、UTC+02:00（夏令时）。

## 行政
马恩河畔特雷卢的邮政编码为02850，INSEE市镇编码为02748。

## 政治
马恩河畔特雷卢所属的省级选区为马恩河畔埃索姆县。

## 人口

1962-2008年间马恩河畔特雷卢人口变化图示

马恩河畔特雷卢于2022年1月1日时的人口数量为948人。